# Сысолятин, Павел Гаврилович
Павел Гаврилович Сысолятин — российский учёный в области челюстно-лицевой хирургии, лауреат Государственной премии СССР.

## Биография
Родился 1 сентября 1939 г. в д. Тимофеевке Седельниковского района Омской области.
В 1963 г. с отличием окончил стоматологический факультет Омского медицинского института им. М. И. Калинина. Там же в 1965 г. окончил клиническую ординатуру по специальности «Хирургическая стоматология».
В 1965 году был направлен в Новосибирскую областную клиническую больницу. Через два месяца после начала работы, назначен главным стоматологом Новосибирской области; сегодня П. Г. Сысолятин — главный челюстно-лицевой хирург Новосибирской области.
В 1968 году организовал отделение челюстно-лицевой хирургии на 25 коек, стал его первым заведующим (1968—1978 годы). К 1976 году количество мест в отделении увеличено до 60, из них 20 выделено для детей.
В 1978 году стал первым деканом организованного в НГМУ стоматологического факультета. Назначен на должность заведующего кафедрой хирургической стоматологии (1978—2006 годы).
За годы работы стал организатором ряда региональных стоматологических подразделений и специализированных центров в Новосибирской области:
- 16 стоматологических поликлиник в городе Новосибирске и области;
- стоматологического факультета в Новосибирском медицинском институте;
- отделения челюстно-лицевой хирургии в Новосибирской областной клинической больнице;
- Областного центра микрохирургии.

В настоящий момент П. Г. Сысолятин — доктор медицинских наук, профессор кафедры хирургической стоматологии, стоматологической имплантации и челюстно-лицевой хирургии НГМУ, главный челюстно-лицевой хирург Новосибирской области, куратор отделения челюстно-лицевой хирургии Государственной Новосибирской областной клинической больницы.
Здесь он работает уже более пятидесяти лет. По-прежнему оперирует, консультирует сложных пациентов, проводит профессорские обходы и клинические разборы в отделении челюстно-лицевой хирургии.

## Звания и награды
- Заслуженный деятель науки РФ (1999).
- Государственная премия СССР (1981).
- Премия Правительства РФ в области науки и техники «За разработку и внедрение реконструктивных операций и методов имплантаций при устранении врожденных дефектов и деформаций челюстно-лицевой области» (2007).
- Орден «За заслуги перед стоматологией» 1-й степени.
- Медаль «За трудовую доблесть».
- Медаль «Рудольфа Вирхова».
- Почётный знак «Изобретатель СССР».
- Почётный знак «Заслуженный стоматолог».
- Золотая медаль 48-го Всемирного салона изобретений, научных исследований и инноваций «Брюссель Эврика — 99» (1999).
- Почётный профессор Новосибирского государственного медицинского университета. Почётный профессор Владивостокского государственного медицинского университета.